# 2014年匈牙利反互联网税抗议
2014年10月下旬，匈牙利爆发反政府示威，民众抗议政府宣布建议将互联网税收列入2015年实施的税法。10月21日，执政的右翼联盟大党青年民主主义者联盟公开此项建议，以扩大现有电信行业的互联网税收。该建议指定每GB税收为150福林（约合0.62美元、0.38英镑和0.49欧元）。该想法可能令政府的多个问题堆积在一起，使得布达佩斯及匈牙利国内外多个城市爆发总体平稳的示威。该法律修正案普遍被匈牙利和全球媒体及评论员称为“网络税”（匈牙利語：internetadó），但该术语未得到青民盟的认可。

## 税收改革
青民盟此次起草的2015年新版本税法，是经济改革的一部分。国民经济部长米哈伊·瓦尔加（Mihaly Varga）于10月21日宣布提议。根据草案，不管何种数据传输类型，每GB互联网流量将被征税150福林。

## 回应

### 网络
10月21日提案被公开当日，27岁的政治博客写手巴拉兹·格里雅斯（Balázs Gulyás）创建名为“Százezren az internetadó ellen”（齐心协力反征网络税）的Facebook页面，截至10月28日获得225000个“赞”。而在Twitter，多个与税收和示威有关的主题标签浮现，用得最多的是#internetado，其他的包括#netado和#internettax。
税收和示威引发用模因图片嘲讽青民盟主席、总理欧尔班·维克托的热潮，但也不乏嘲讽示威者的图片。

### 示威
格里雅斯是布达佩斯两场主要示威活动的主要组织者，负责向参与者演讲。首场活动于26日傍晚开展，瞬间得到国际媒体的关注。数万名群众的集会意图是和平的，也有数百人在活动结束后袭击青民盟党总部。总部的围墙被推翻，窗户被打碎后，许多人投掷损坏的电脑设备，包括CRT显示器。当日并无防暴警察干预，仅有部分人被调去现场保护大楼。
尽管有示威者的诉求，青民盟仍明确表示税法将于明年推出，但他们提出一项修正案，家庭用户的税收上限为700福林/月/户，企业用户上线则为5000福林/月/户，声称打算让互联网服务供应商支付税款，而非最终由用户承担。示威者对此并不满意，给政府下了在未来48小时内放弃计划的“最后通牒”，否则将面临另一场示威。青民盟还是没有收回计划的意思，于是28日傍晚又爆发一场示威。同时，类似活动还在匈牙利多个城市及波兰华沙发生。这些活动以和平方式结束，仅有防暴警察守卫议会大楼。路透社估计布达佩斯第二场示威的参与人数约10万人。格里雅斯总结称该数字“还只是个开头”，预计在11月17日又举行一次机会，而当天议会将投票决议税法修正案。

## 背景
一些媒体推测示威背后的真正原因时，称本次示威是自2006年反对执政党匈牙利社会党的抗议以来，最大型的反政府活动。2010年，青民盟赢得大选，以绝对性优势占据多数议席，使得他们能够不受对立政治力量阻碍，通过或变更法律。他们也在2014年选举中胜出。党主席兼总理欧尔班·维克托利用该政治权利，基于其个人的政治远见引入多项变化，如经济向欧盟以外的东欧国家开放，尤其是俄羅斯。青民盟还精心策划新版宪法（现被认为是“匈牙利的法律基石”），基于1989年共产主义垮台遗留下来的宪法，是共产主义时代宪法适应资本主义国家民主的重大修改。
示威受欢迎的潜在原因，包括青民盟的财政紧缩政策，向电信、能源、银行等部门开征新税，解散私营养老金制度，通过仅由本党起草的新版宪法，认可新版《媒体法》，同意贷款给俄罗斯支持波克什核电站新增两台核反应堆以及营烟草店涉嫌腐败。示威者都知道的两个焦点问题，是美国政府指控政府有关官员有腐败行为，但事实上，青民盟2008年曾反对社会党提出过的类似的互联网税收。